# 琼邑克

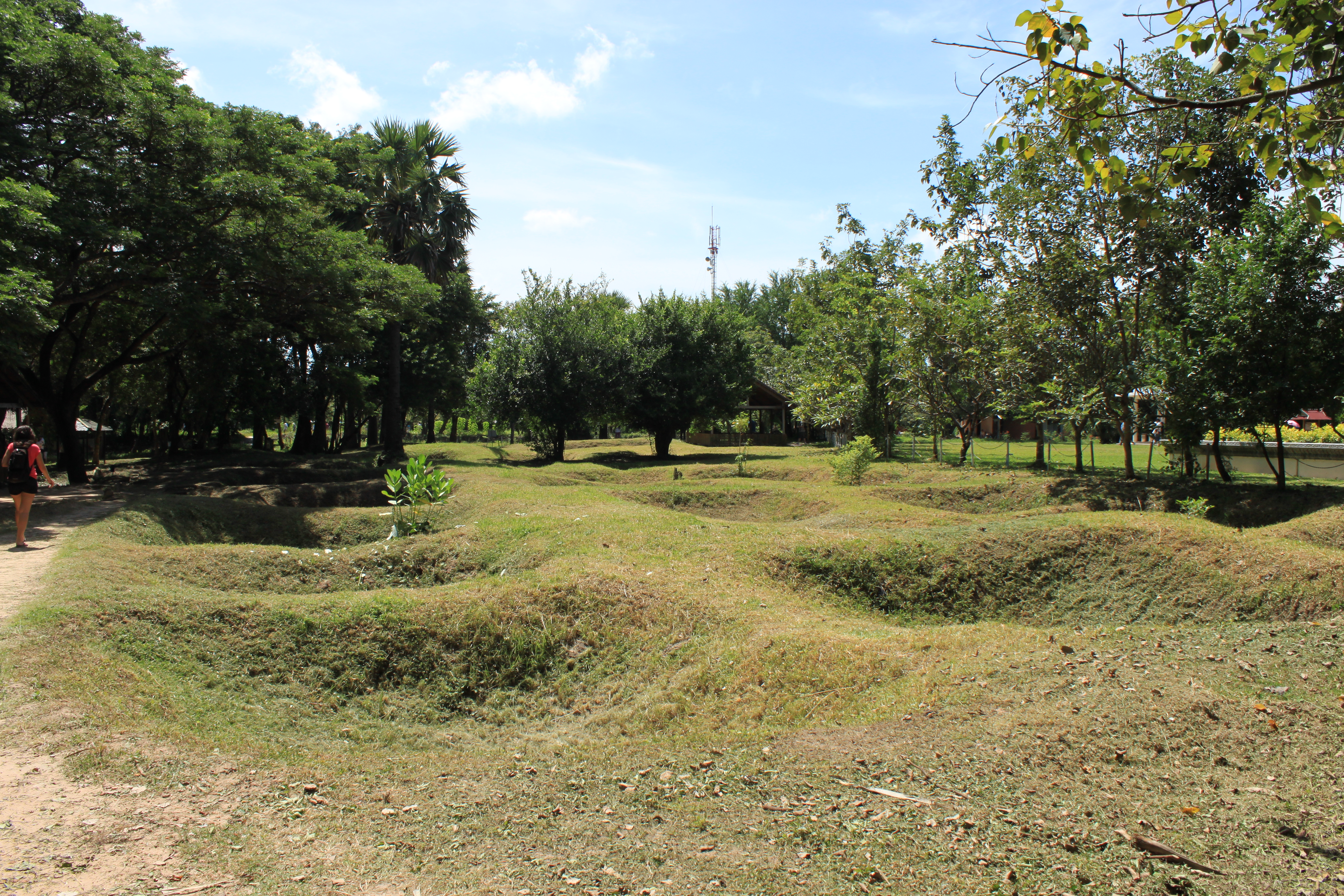
琼邑克的亂葬崗群

琼邑克，又譯钟屋，位于柬埔寨首府金边市中心以南约15公里的东阁区，是柬埔寨“杀戮场”中最著名的一个。

## 历史
此地原為一个果园和中式墓園。柬埔寨红色高棉政权在其统治的1975年至1979年间，在这里处死了大约17,000人。红色高棉政权倒台后，在Choeung Ek发现了大量的墓穴，其中有超过8,000具遗骸。这些死难者都是在S-21集中营里面关押的人。
如今，琼邑克是一座纪念馆，以一座佛塔为标志。这座佛塔拥有树脂玻璃构造的面，里面陈放着5,000具以上的死人头骨。佛塔下面的几层在平日是向参观者开放的，人们可以进内直面那些头骨。这些头骨中，为数众多的是被枪击而击碎或被使用器物诸如锄头等大力打碎了的。
现在的柬埔寨政府鼓励来此旅游的人去参观琼邑克。除了上述的佛塔以外，参观者可以去看当年发掘出8,000多具遗骸的那些大深渊（所谓“墓穴”）。人类遗骸在这些遗址里面依然四处杂陈。种种情况看来对受难者提供的合适的安葬或者火葬可能性并不大。在琼邑克有一个纪念品商店，但它留给不少的参观者的印象是格调比较低下。
由金边去琼邑克的路况不佳，干季時路面尘土飞扬。参观者被建议避免乘坐当地的tuk-tuk或摩托车。
2005年5月3日，金边直辖市当局宣布他们与JC Royal Co.签署了一项为期30年，旨在完善琼邑克的纪念馆的协议。根据协议内容，直辖市当局不能对大屠杀遗址的任何遗迹作处理。